# Paříž–Roubaix 2016
114. ročník jednodenního cyklistického závodu Paříž–Roubaix se konal 10. dubna 2016 v Francii. Závod dlouhý 257,7 km vyhrál Australan Mathew Hayman z týmu Orica–GreenEDGE. Na druhém a třetím místě se umístili Belgičan Tom Boonen (Etixx–Quick-Step) a Brit Ian Stannard (Team Sky).
Závod byl obtížný již od začátku, první hlavní útoky přišly asi 100 km před cílem. Fabian Cancellara a Peter Sagan, jedni z hlavních favoritů na vítězství, se zdrželi kvůli nehodám a 20 km před cílem se na čele utvořila silná skupinka, v níž byl i čtyřnásobný vítěz Tom Boonen. I přes mnohočetné útoky skupina společně dojela až na velodrom v Roubaix, na němž byla umístěna cílová páska. Sprint o vítězství vyhrál Mathew Hayman před druhým Boonenem a třetím Ianem Stannardem.

## Týmy
Závodu se zúčastnilo celkem 25 týmů, včetně 18 UCI WorldTeamů a 7 UCI Professional Continental týmů. Každý tým přijel s osmi jezdci kromě týmu Astana se sedmi jezdci. Jacopo Guarnieri (Team Katusha) odstoupil před závodem, na start se tedy celkem postavilo 198 jezdců. Do cíle v Roubaix dojelo 119 jezdců a další 4 závodníci dokončili mimo časový limit.
UCI WorldTeamy
- AG2R La Mondiale
- Astana
- BMC Racing Team
- Cannondale
- Etixx–Quick-Step
- FDJ
- IAM Cycling
- Lampre–Merida
- LottoNL–Jumbo
- Lotto–Soudal
- Movistar Team
- Orica–GreenEDGE
- Team Dimension Data
- Team Giant–Alpecin
- Team Katusha–Alpecin
- Team Sky
- Tinkoff
- Trek–Segafredo

UCI Professional Continental týmy
- Bora–Argon 18
- Cofidis
- Delko–Marseille Provence KTM
- Direct Énergie
- Fortuneo–Vital Concept
- Topsport Vlaanderen–Baloise
- Wanty–Groupe Gobert

## Výsledky
| Pořadí | Jezdec                     | Tým                 | Čas        |
| ------ | -------------------------- | ------------------- | ---------- |
| 1      | Mathew Hayman (AUS)        | Orica–GreenEDGE     | 5h 51' 53" |
| 2      | Tom Boonen (BEL)           | Etixx–Quick-Step    | + 0"       |
| 3      | Ian Stannard (GBR)         | Team Sky            | + 0"       |
| 4      | Sep Vanmarcke (BEL)        | LottoNL–Jumbo       | + 0"       |
| 5      | Edvald Boasson Hagen (NOR) | Team Dimension Data | + 3"       |
| 6      | Heinrich Haussler (AUS)    | IAM Cycling         | + 1' 00"   |
| 7      | Marcel Sieberg (GER)       | Lotto–Soudal        | + 1' 00"   |
| 8      | Aleksejs Saramotins (LAT)  | IAM Cycling         | + 1' 00"   |
| 9      | Imanol Erviti (ESP)        | Movistar Team       | + 1' 07"   |
| 10     | Adrien Petit (FRA)         | Direct Énergie      | + 2' 20"   |